# Honda VTR 1000 F
Vous pouvez aider à l'améliorer ou bien discuter des problèmes sur sa page de discussion.
- Son texte doit être wikifié : il ne correspond pas à la mise en forme Wikipédia (style, typographie, liens internes, liens entre les wikis, etc.). (Marqué depuis février 2021)
- La traduction est incomplète. (Marqué depuis février 2021)

La Honda VTR 1000 F (« F » pour Firestorm, tempête de feu), type SC36 (à ne pas confondre avec le type RC51 de la version Superbike championne du monde en 2000 et 2002 aux mains de Colin Edwards) est une moto produite par Honda de 1997 à 2006.
Elle concurrence les Ducati 916 et 996 en reprenant les mêmes codes : un cadre ressemblant à un treillis tubulaire, un moteur bicylindre en V à 90°, calé à 270° et alimenté par deux carburateurs Keihin de 48 mm de diamètre.
Particularité du châssis : le moteur est porteur, l'axe du bras oscillant ne passe pas par des platines solidaires du cadre, il traverse le carter du moteur sur lequel sont aussi fixées les platines des repose-pieds conducteur.
Le refroidissement est assuré par deux radiateurs latéraux, disposition qui lui permet une largeur réduite bénéfique à la surface frontale et donc à la vitesse de pointe. La moto dispose également d'un radiateur d'huile.
Jusqu'en 2000, la moto dispose d'un réservoir de 16 L, de bracelets de guidon sportifs, et d'un tableau de bord sommaire ne comportant qu'une jauge de température et un voyant de réserve (s'allumant quand il ne reste plus que 2,5 L dans le réservoir) en plus des indications classiques (compte-tours, tachymètre, clignotants, neutre et feux de route).
Pour 2001, la VTR 1000 F voit la capacité de son réservoir passer à 19 L (3 L de plus). Les demi-guidons sont légèrement remontés pour améliorer le confort. Le tableau de bord est revu pour intégrer un écran LCD affichant température du liquide de refroidissement, une jauge sur six segments du niveau d'essence dans le réservoir (le dernier segment clignote quand il ne reste plus que 4 à 4,5 L de carburant), trips partiels et kilométrage total ainsi qu'une horloge.
Tout au long de sa carrière, elle restera alimentée par les plus gros carburateurs de la production motocycliste.
C'est une moto rigide qui se pilote davantage par l'appui du genou extérieur contre le réservoir et/ou par l'appui sur le repose-pied intérieur que par l'appui sur le demi-guidon intérieur.
Sa version course, la VTR 1000 (alimentation par injection, distribution par cascade de pignons, type RC51), remporte le championnat du monde de Superbike en 2000 et 2002 aux mains de « Texas Tornado ».